# Понте (Казерта)
Понте (итал. Ponte) је насеље у Италији у округу Казерта, региону Кампанија.
Према процени из 2011. у насељу је живело 277 становника. Насеље се налази на надморској висини од 416 м.